# 戴縣 (南達科他州)
戴縣（英語：Day County）是美国南达科他州東北部的一個縣，面積2,826平方公里。根据2020年美國人口普查，共有人口5,449人。縣治韋伯斯特（Webster）。該縣成立於1879年10月1日，縣政府成立於1882年1月2日；縣名紀念達科他領地議員、南達科他民兵司令梅里特·H·戴 （Merritt H. Day）。